# افلویل
افلویل (به فرانسوی: Affléville) یک کمون در فرانسه است که در canton of Conflans-en-Jarnisy واقع شده‌است. افلویل ۹٫۴۲ کیلومتر مربع مساحت دارد ۲۵۴ متر بالاتر از سطح دریا واقع شده‌است.